# تپه نزدیک ده بزان
تپه نزدیک ده بزان مربوط به دوره هخامنشی - دوره اشکانیان است و در شهرستان اسدآباد، بخش مرکزی، روستای ده بزان واقع شده و این اثر در تاریخ ۲۲ مرداد ۱۳۸۴ با شمارهٔ ثبت ۱۳۰۴۶ به‌عنوان یکی از آثار ملی ایران به ثبت رسیده است.